# Distrito de Saña
El Distrito de Saña es uno de los veinte que conforman la provincia de Chiclayo en el Departamento de Lambayeque, en el norte del Perú. Tiene como capital a la localidad de Zaña. El distrito está administrado y gobernado por la Municipalidad Distrital de Saña. 
Limita al Norte con los distritos de Tumán y Pucalá; al Este con el distrito de Distrito de Cayaltí, al Sur con el Distrito de Distrito de Lagunas; y al oeste con el Distrito de Reque. 

## Historia
En la época prehispánica sólo habitaban esa zona indígenas descendientes de la cultura mochica, quienes hicieron importantes obras de regadío en la zona, así como el sitio arqueológico de Huaca Rajada-Sipán al norte del distrito, cerca del límite con Pucalá, donde se halló las famosas tumbas reales del Señor de Sipán. Los españoles los desplazaron a los cerros aledaños y trajeron durante los tiempos del virreinato a esclavos negros para el trabajo agrícola y de servicio.
Su capital es el pueblo de Zaña, localizado a 51 km de la ciudad de Chiclayo, a 46 m s. n. m.. Fue fundada el 29 de noviembre de 1563 (según Un manuscrito interesante del año 1782 del cura Liz.D. Justo Modesto de Ruviños y Andrade) con el nombre de Villa Santiago de Miraflores de Saña durante la época colonizadora por el capitán Baltasar Rodríguez, debido a su excelente ubicación a medio camino entre el mar y las sierras, por el buen sistema de riego que allí habían hecho los indígenas y por tener muy cerca un río a cuya vera levantaron inmensas iglesias y casonas. El estar al centro de una red de vías comerciales hizo que la villa llegara a ser una ciudad opulenta, tanto que se dice que casi se convierte en la capital del país. Pero fue esa misma riqueza el motivo de su tragedia.
Los españoles trajeron durante los tiempos del virreinato a esclavos negros para el trabajo agrícola y de servicio. Durante este período Zaña que para entonces era llamada la “Sevilla del Perú” o “Potosí pequeño” (según el historiador Hampe Martínez), atrajo hasta las puertas del pueblo al corsario Edward Davis quien invadió la ciudad en 1686, entró en ella tras vencer una débil resistencia y junto a sus hombres saquearon iglesias y casas y violaron mujeres y se llevaron una gran cantidad de riquezas.  Por lo que muchos de sus pobladores optaron por migrar a Lambayeque, Ferreñafe y Túcume. Tras ello Zaña logró recuperarse, pero por desgracia el 15 de marzo de 1720 ocurrió una inundación, las aguas del río Zaña dejaron su cauce y atacaron con gran fuerza a la ciudad destruyendo todo lo que estaba a su paso. Este suceso fue considerado como un "castigo divino" similar al que vivieran Sodoma y Gomorra, a causa de los ritos paganos y las orgías que celebraba la población.  Luego vendría una inmigración grande de japoneses y chinos para trabajar en las haciendas azucareras que se fueron quedando después de cumplir sus contratos, para abrir pequeñas bodegas y pulperías. Llegó a tener 7 iglesias del estilo Barroco muy adornadas, pero actualmente solo se conservan cuatro de ellos: La Merced, San Agustín, San Francisco y la Iglesia Matriz Hay que destacar entre ellos a la Iglesia y Convento de San Agustín, que representan unos de los pocos ejemplos de arquitectura gótica que subsisten en el Perú.
Actualmente, Zaña es un pequeño pueblo que se esfuerza para que las tradiciones de este lugar se mantengan, resistan la indiferencia y la modernidad y perduren aún a la sombra de sus fascinantes ruinas. Baste para ello con saber de los diversos Talleres de Danzas Afro Peruanas anima, con éxito, a los jóvenes del pueblo a aprender las danzas que sus ancestros africanos además de la tradición de los dulces que se hacían desde la colonia: chancaquitas, acuñas, naranja rellena, huevito de manjar, rosquitas y dulce de membrillo. También apreciarás diversos instrumentos musicales como el Checo (calabaza a la que se le hace una abertura rectangular en uno de los costados y sirve como instrumento de percusión) o la pintoresca quijada de burro.
Es así que en Zaña hay una mezcla intercultural muy particular, pues sus descendientes tienen orígenes de cuatro continentes: americano, africano, asiático y europeo. Entre las familias más emblemáticas encuentras a las Familias Cosio, Briones, Urbina, Montes de Oca cuyos apellidos son españoles pero sus descendientes son de origen africano. Luego tenemos a las Familias Miyakawa, Hamada y Zitu las dos primeras de origen japonés y la última de origen chino.

## Geografía

### Relieve
Su territorio es variado , la mayor parte llano, con algunas ondulaciones hacia las partes no cultivadas. En otra parte es atravesada por los remates de los contrafuertes andinos, con la presencia de numerosos cerros.

### Clima
Es cálido seco subtropical y semitropical, templado en invierno. Las temperatura promedio es de 22.5 °C, una máxima de 34 °C y otra mínima de 15 °C. Presenta vientos no muy fuertes, debido a su alejamiento del mar.La humedad relativa es de 78%.

### Recursos naturales
El agua dulce es muy escasa. Los pozos de agua se secan rápido debido a la sobreexplotación de los años anteriores.
Tiene un potencial apreciable de tierras  cultivo agrícolas, emergiendo áreas de pastos naturales en las épocas de lluvias. Se complementa con la presencia de tierras eriazas.
La flora natural es escasa y los pocos árboles maderables están en peligro de extinción debido al abuso en la tala para 
leña. Al 2020, existe muy poca flora perenne del tipo ribereña y la propia de las zonas semidesérticas.

## Demografía
Según el Censo del 2017 cuenta con una población de 11 617 habitantes y se estima que para el 2023 sea de 12 665.

### Centros poblados

#### Urbanos
- Zaña (4 550 hab.)[3]
- Saltur (3 752 hab.)
- Sipán (884 hab.)
- La Otra Banda (600 hab.)

#### Rurales
- Huaca Rajada (440 hab.)
- San Nicolás (429 hab.)
- Collique Bajo (231 hab.)
- Popan Bajo (177 hab.)
- San Rafael (159 hab.)
- Palomino (124 hab.)

#### Caseríos
- Caminos del Inca (86 hab.)
- Cholocal (86 hab.)
- San Sebastián (66 hab.)

## Autoridades

### Municipales
- 2019 - 2022[4]
  - Alcalde: Luis Rolando Urbina Andonaire, de Alianza para el Progreso.
  - Regidores:

  1. Francisca Elizabeth Salazar Rodríguez de Quispe (Alianza para el Progreso)
  2. Hortensia Virginia Gonzáles Gálvez (Alianza para el Progreso)
  3. Cecilia Cruz Chunga Ordóñez (Alianza para el Progreso)
  4. Omar Huamán Huamán (Alianza para el Progreso)
  5. Luis Alberto Rodríguez Rabines (Podemos por el Progreso del Perú)

Alcaldes anteriores
- 2015 - 2018: Marco Antonio Hernández Briones, del Partido Aprista Peruano (PAP).
- 2011 - 2014: Luis Rolando Urbina Andonaire, del Movimiento Regional de las Manos Limpias (ML).[5]
- 2007 - 2010: Marco Antonio Hernández Briones, del Partido Aprista Peruano (PAP).
- 1990 - 1993: Marco Antonio Hernández Briones, del Partido Aprista Peruano (PAP).
- 1987 - 1989: Marco Antonio Hernández Briones, del Partido Aprista Peruano (PAP).
- 1984 - 1986: Marco Antonio Hernández Briones, del Partido Aprista Peruano (PAP).

### Policiales
- Comisaría 
  - Comisarioː Teniente PNP Danny Atencio Castillo[6]

## Festividades
- Abrilː Santo Toribio de Mogrovejo
- Mayoː San Isidro Labrador

## Ubicación geográfica
|                          | Norte: Distrito de Tumán y Distrito de Pucalá |                           |
| Oeste: Distrito de Reque |                                               | Este: Distrito de Cayaltí |
|                          | Sur: Distrito de Lagunas                      |                           |